# Hanne Irgens
Johanne "Hanne/Hanna" Christiane Irgens 19. august 1792 i København – 13. juni 1853) var dansk forfatter.
Hanne Irgens debuterede i 1817 med digtet Tør vel min Harpes brustne Strenge klinge, en hyldest til Martin Luther i anledning af Reformationens 300-års fest, trykt i Nyeste Skilderie af Kjøbenhavn. Hendes debutromanen Familien v. Hejdenforsth udkom i 1822. Hun har udgivet tre romaner, tre novellesamlinger, en digtsamling, et lystspil og en række digte og fortællinger.

## Ekstern henvisning
- Hanne Irgens i Dansk Kvindebiografisk Leksikon på Lex.dk, tidl. Kvinfo.dk